# Riehener Zeitung
Die Riehener Zeitung (RZ) berichtet seit 1922 als abonnierte Wochenzeitung über das politische, kulturelle, gesellschaftliche und sportliche Geschehen in den beiden baselstädtischen Gemeinden Riehen und Bettingen. Sie hat eine WEMF-beglaubigte Auflage von 4'823 (Vj. 4'858) verkauften/verbreiteten Exemplaren und verteilt einmal monatlich eine Grossauflage mit 11'629 (Vj. 11'616) Exemplaren. Ihr Herausgeber, die Riehener Zeitung AG, ist ein Tochterunternehmen der Friedrich Reinhardt AG in Basel. Patrick Herr ist seit Anfang 2017 wieder Leiter Zeitungen der Friedrich Reinhardt AG.